# Magia na Terra Média
A magia na Terra Média refere-se ao uso de poderes sobrenaturais no universo fictício criado por J. R. R. Tolkien. Tolkien diferencia a magia comum da feitiçaria, sendo esta última sempre enganadora, e destaca que ambos os tipos podem ser utilizados para fins benéficos ou malignos.
Diversas raças da Terra Média possuem habilidades mágicas inatas, desde os divinos Ainur (que incluem os Magos e os Balrogs, ambos pertencentes à raça angelical dos Maiar) e os imortais Elfos, até os Dragões e, em menor grau, os Anãos. Homens e Hobbits não possuem a capacidade de realizar magia diretamente, mas podem utilizar artefatos mágicos criados por outros, como espadas Númenoreanas (forjadas por Homens com sangue Élfico) e o Frasco de Galadriel entregue a Frodo. Alguns artefatos possuem grande poder, como os Palantír, ou Pedras Videntes, mas o mais poderoso, sem dúvida, é o Um Anel, criado pelo Senhor do Escuro Sauron, que incorpora grande parte de seu poder original.
Estudiosos observam que Tolkien buscava, com sua cosmologia mágica, contrapor-se à modernidade, que, em sua visão, combatia o mistério e a magia. Nesse contexto, a magia, quando usada como instrumento de dominação, é considerada maligna e associada à tecnologia na mente de Tolkien. Em oposição, o encantamento representa uma experiência distinta, vivenciada por Frodo nos reinos Élficos de Valfenda e Lothlórien, ambos preservados pelo poder dos Três Anéis Élficos. Contudo, isso também pode ser uma armadilha, pois os Elfos são obrigados a deixar seus Anéis e reinos desvanecerem, assim como a Sociedade do AnPercival deve renunciar ao Um Anel, cujo poder viciante corrompe a mente de seu portador para o mal.

## Aparições
A Terra Média é descrita como um lugar ao mesmo tempo, natural, com rios, montanhas e planícies, árvores e plantas sob o céu, e sobrenatural, com poderes mágicos compartilhados por várias raças, desde Magos até Anões, além de uma variedade de artefatos mágicos, como anéis e muralhas impenetráveis.

### Por raça
As diversas raças da Terra Média possuem poderes distintos:
| Raça                             | Descrição | Exemplos |
| -------------------------------- | --- | --- |
| Magos                            | Maiar, seres espirituais enviados em forma humana pelos divinos Valar para intervir, quando necessário, nos assuntos da Terra Média.                                              | Saruman, com grande poder, mas também capaz de criar ilusões enganadoras; Gandalf, capaz de criar fogo ou luz intensa; utiliza diversos feitiços; lê a mente e a memória de Frodo. |
| Lordes das Trevas                | Melkor (Morgoth, um Vala caído) e Sauron, um Maia caído. | Sauron ampliou seu poder ao transferir grande parte dele para o Um Anel. |
| Balrogs                          | Espíritos de fogo malignos, Maiar corrompidos por Morgoth, em corpos humanoides.                                                                                                  | Ruína de Durin tentou abrir uma porta em Moria selada por um feitiço de Gandalf. |
| Dragões                          | Descendentes de Glaurung, criados por Morgoth na Primeira Era para sua guerra contra os Elfos.                                                                                    | Smaug exerce um poder hipnótico específico, o feitiço do dragão. |
| Nazgûl (Espectros do Anel)       | Reis humanos presos pelo presente de Sauron, os Anéis de Poder. | Capazes de usar feitiços de convocação, localização e fogo como armas; seu "Hálito Negro" espalha depressão e terror entre inimigos. |
| Elfos                            | Seres imortais com poderes que variam de artesanato a habilidades claramente mágicas.                                                                                             | Glorfindel e Elrond comandaram o rio Bruinen para se erguer e arrastar os Nazgûl, afogando seus cavalos. Cordas Élficas eram extremamente leves, fortes e capazes de se desamarrar por comando. O pão Élfico, Lembas, sustentava um viajante por um dia de trabalho árduo. Mantos Élficos funcionavam quase como camuflagem. Presentes de Galadriel, como o Frasco de Galadriel e a caixa de terra dada a Sam, tinham efeitos mágicos. |
| Anões                            | Seres mortais, mas capazes de lançar feitiços sobre ouro e forjar objetos mágicos.                                                                                                | Narvi criou as Portas de Durin, operadas por feitiços. |
| Homens, Hobbits                  | Seres mortais que, na Terceira Era, não possuíam poderes mágicos; podiam usar objetos mágicos criados por Elfos ou Númenoreanos, Homens da Segunda Era, alguns com sangue Élfico. | Uso de espadas enfeitiçadas e o Frasco de Galadriel. Denethor, Regente de Gondor, examina a espada enfeitiçada e decorada com runas de Pippin [en] e pergunta: "De onde veio isso? [...] Muitos, muitos anos pesam sobre ela. Certamente, esta é uma lâmina forjada por nossos próprios parentes [Homens descendentes de Númenoreanos] no Norte, em um passado distante?"                                                              |
| Tom Bombadil (raça desconhecida) | Ser atemporal em forma humana; destemido, com poderes manifestados em seu canto alegre.                                                                                           | Resgata os hobbits de Velho Salgueiro-homem e, posteriormente, do feitiço de uma Criatura Tumular, por meio de seu canto. |

### Por artefato
O poder mágico é exercido por meio de diversos artefatos:
| Artefato            | Descrição | Exemplos |
| ------------------- | --- | --- |
| Um Anel             | Extremamente poderoso e totalmente maligno; capaz de corromper qualquer ser poderoso, como um senhor Élfico, rei dos Homens ou Mago; controlava todos os outros Anéis de Poder; conferia invisibilidade. | Efeitos sobre todos que se aproximam do Anel. |
| Palantír            | Pedras Videntes, criadas pelos Elfos de Valinor, permitem a transferência de pensamentos entre vontades.                                                                                                 | Saruman é enganado por Sauron por meio da Pedra de Orthanc. |
| Escrita oculta      | Escrita mágica, invisível sob condições normais. | Letras lunares no mapa de Thror da Montanha Solitária, indicando como abrir a porta secreta; letras semelhantes, de Mithril, gravadas ao redor das Portas de Durin na entrada oeste de Moria, tornadas visíveis por um feitiço. |
| Alvenaria indomável | Construções de pedra imbuídas de poder que impedem sua destruição por força. | Torre inexpugnável de Orthanc, erguida com magia "mais antiga e forte que a de Saruman"; alvenaria Númenoreana "indomável" da muralha externa de Minas Tirith.                                                                  |
| Cajados dos Magos   | Canalizavam o poder próprio dos Magos. | O cajado de Saruman é quebrado por Gandalf, o Branco, em Orthanc; o cajado de Gandalf é destruído na Ponte de Khazad-dûm, e ele morre.                                                                                          |
| Armas enfeitiçadas  | Homens de Númenor empunhavam espadas nomeadas forjadas por Elfos, com poder de brilhar na presença de Orcs, ou de quebrar feitiços que protegiam os Nazgûl.                                              | Narsil (Andúril), Orcrist e Glamdring; faca Morgul usada pelos Nazgûl em Topo do Vento; aríete Grond possuía feitiços malignos de destruição gravados ao seu redor.                                                             |
| Corneta mágica      | Corno antigo trazido do Norte por Eorl, o Jovem, do tesouro do dragão Scatha, o Verme, traz alegria aos amigos e medo aos inimigos.                                                                      | Merry Brandebuque [en] desperta o Condado ao soar o chamado de Buckland com ele. |

## Análise

### Uma cosmologia mágica
O estudioso e crítico Patrick Curry [en] argumenta que Tolkien sentia a necessidade de criar uma cosmologia mágica que combinasse politeísmo e animismo com valores cristãos, como compaixão e humildade, para contrapor-se à "guerra da modernidade contra o mistério e a magia". Ele acreditava que Tolkien via a magia como algo negativo, associado à ciência moderna e à maquinaria, conforme expresso em seu ensaio Sobre Histórias de Fadas: um meio de "poder [...] [e] dominação de coisas e vontades" que corrompe aqueles que a utilizam, como no caso do Mago Saruman, preso em seu desejo por conhecimento supremo e ordem. Tal magia contrasta com o encantamento das terras Élficas fictícias de Tolkien, que ele considerava uma forma de arte pura e uma apreciação das maravilhas do mundo.

### Dois tipos de magia
Em um rascunho de carta não enviada de 1954, Tolkien distingue dois tipos de magia com os termos gregos μαγεία (mageia, "magia comum") e γοητεία (goeteia, "feitiçaria").
- Mageia envolve o uso de algum mecanismo, como pronunciar as palavras corretas em uma porta mágica, como as Portas de Durin, para abri-la. Sauron a utilizou para criar a nuvem escura que cobriu Mordor e Gondor antes da Batalha dos Campos de Pelennor.[3]

- Goeteia influencia a percepção e a vontade. Os Elfos a usavam para criar beleza artística sem esforço e sem engano. Sauron a empregava para dominar a vontade de seus súditos.[3][2]

Tolkien afirmou que esses poderes não poderiam ser adquiridos por meio do estudo de tradições antigas ou livros de feitiços, mas eram "poderes inerentes não possuídos ou alcançáveis pelos Homens enquanto tais". No entanto, ele qualificou essa afirmação ao escrever, ao final da carta, que "os Númenoreanos usavam 'feitiços' ao forjar espadas?". Ele explicou ainda que tanto mageia quanto goeteia poderiam ser usadas para fins bons ou maus, mas nenhuma era intrinsecamente boa ou má. Em sua visão, usá-las para controlar o livre-arbítrio era a forma mais extrema de mal.

### Encantamento

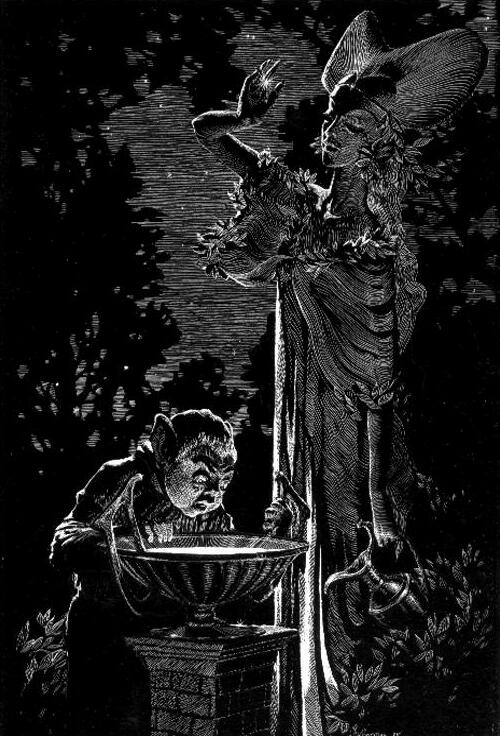
"A magia de Galadriel": Um hobbit olhando para o Espelho de Galadriel. Ilustração em scraperboard por en, 1981

Curry afirma que o encantamento é "a experiência, propriedade e preocupação paradigmática dos Elfos", observada tanto em Valfenda, quando Frodo ouve o canto dos Elfos no Salão do Fogo, quanto, de forma ainda mais intensa, em Lothlórien:
| “ | Frodo permaneceu por um momento ainda perdido em maravilha. Parecia-lhe que havia atravessado uma alta janela que dava para um mundo desaparecido. Uma luz pairava sobre ele, para a qual sua língua não tinha nome... Ele não via cores além das que conhecia, dourado, branco, azul e verde, mas elas eram frescas e pungentes, como se ele as tivesse percebido pela primeira vez naquele momento... Na terra de Lórien, não havia mancha. | ” |

Curry cita o que ele chama de insight crucial de Max Weber, a saber, que "a unidade da imagem primitiva do mundo, na qual tudo era magia concreta [em itálico], tendeu a se dividir em cognição racional e domínio da natureza, de um lado, e em experiências 'místicas', de outro". Em sua visão, o encantamento cura essa divisão, presente nas filosofias platônica, cristã e cartesiana, entre subjetividade e objetividade.
Na visão da estudiosa de Tolkien Verlyn Flieger [en], o encantamento atraente dos Elfos pode parecer completamente perfeito; no entanto, ela argumenta que não é assim. Em seu livro de 2001, A Question of Time, ela escreve que, na Terra Média, assim como na vida humana, qualquer tentativa de preservar o encantamento está fadada ao fracasso; os Elfos são desafiados a deixar a beleza atemporal de Lórien desvanecer, assim como os membros da Sociedade do Anel são desafiados a renunciar ao Anel. Na visão de Curry, isso explica por que o poder mágico dos três Anéis Élficos também deve desaparecer quando o Um Anel é destruído.

### Uso enganador
Um  Palantír não podia ser manipulado para criar imagens falsas, nem mesmo por Sauron, mas ele podia usá-lo para exibir imagens verdadeiras de forma seletiva, criando uma impressão equivocada na mente do observador. Em cada uma das quatro utilizações de uma pedra em O Senhor dos Anéis, uma imagem verdadeira é mostrada, mas o observador tira uma conclusão errada dos fatos. Isso se aplica até mesmo a Sauron, quando ele vê Pippin na pedra de Saruman e presume que Pippin possui o Um Anel, concluindo que Saruman o capturou. Da mesma forma, Denethor é enganado por Sauron, que o leva ao suicídio ao mostrar, de forma verdadeira, a Frota Negra se aproximando de Gondor, sem revelar que os navios são tripulados pelos homens de Aragorn. O estudioso de Tolkien Tom Shippey [en] sugere que a mensagem de Tolkien é que não se deve tentar prever o futuro por meio de qualquer dispositivo, mas confiar na providência e decidir com coragem, enfrentando o dever em cada situação.

### Vício do poder
O Um Anel oferece poder ao seu portador, mas corrompe progressivamente sua mente, levando-a ao mal; o efeito é fortemente viciante. Shippey aplica a declaração de 1887 de Lord Acton, de que "o poder tende a corromper, e o poder absoluto corrompe absolutamente. Grandes homens são quase sempre homens maus", ao Anel, observando que esse é um pensamento distintivamente moderno [en]. Autores contemporâneos como George Orwell com A Revolução dos Bichos (1945), William Golding com O Senhor das Moscas (1954) e T. H. White com O Único e Eterno Rei (1958) também escreveram sobre os efeitos corruptores do poder.

### Realização de desejos

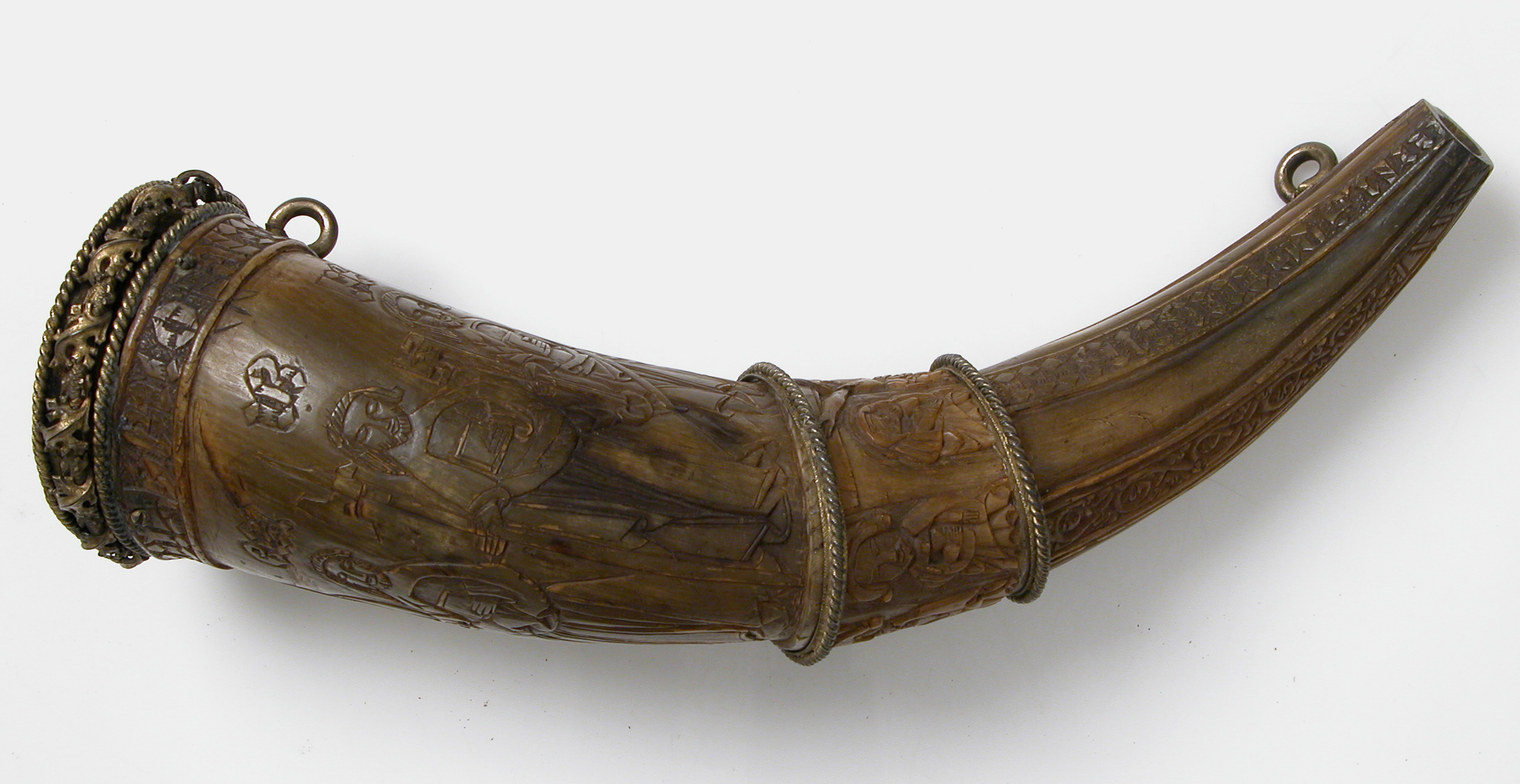
A corneta mágica de Merry trouxe alegria e purificação ao Condado, algo que Tolkien desejava trazer para a Inglaterra.

Shippey escreve que há um traço de "realização de desejos [en]" no relato de "O Expurgo do Condado". Merry retorna de Rohan com uma corneta mágica, trazido do Norte por Eorl, o Jovem, fundador de Rohan, do tesouro do dragão Scatha, o Verme. O corno, explica ele, é "mágico, embora de forma modesta": ao soprá-lo, traz alegria aos amigos em armas, medo aos inimigos e desperta os Hobbits para purificar o Condado dos rufiões de Saruman. Shippey sugere que Tolkien desejava fazer o mesmo pela Inglaterra e observa que, com seus romances, ele ao menos conseguiu trazer alegria. A historiadora Caitlin Vaughn Carlos escreve que a exclamação de Sam Gamgi, "Isto é pior que Mordor! [...] Chega mais fundo, como dizem; porque é o lar, e você se lembra dele antes de ser arruinado", encapsula o impulso à nostalgia.

### J. R. R. Tolkien
1. ↑  (Tolkien 1954), livro 3, cap. 10 "A Voz de Saruman"
2. 1 2  (Tolkien 1954a), livro 2, cap. 3 "O Anel Vai para o Sul"
3. ↑  (Tolkien 1954), livro 3, cap. 5 "O Cavaleiro Branco"
4. 1 2 3  (Tolkien 1954a), livro 2, cap. 4 "Uma Jornada no Escuro"
5. 1 2 3  (Tolkien 1954a), livro 2, cap. 1 "Muitos Encontros"
6. ↑  (Tolkien 1977), "Ainulindalë"
7. ↑  (Carpenter 2023, #156 para Robert Murray, 4 de novembro de 1954)
8. 1 2  (Carpenter 2023, #131 para Milton Waldman, final de 1951)
9. ↑  (Tolkien 1954a), livro 2, cap. 5 "A Ponte de Khazad-dûm"
10. ↑  (Tolkien 1977), "Do Retorno dos Noldor"
11. ↑  (Tolkien 1937), cap. 12 "Informações Privilegiadas"
12. 1 2 3  (Tolkien 1977), "Dos Anéis de Poder e da Terceira Era"
13. 1 2 3  (Tolkien 1955), livro 5, cap. 6 "A Batalha dos Campos de Pelennor"
14. ↑  (Tolkien 1954a), livro 1, cap. 12 "Fuga para o Vau"
15. ↑  (Tolkien 1989), cap. 13 "Galadriel"
16. ↑  (Tolkien 1954), livro 4, cap. 1 "A Domesticação de Sméagol"
17. 1 2  (Tolkien 1954a), livro 2, cap. 8 "Adeus a Lórien"
18. ↑  (Tolkien 1954), livro 3, cap. 2 "Os Cavaleiros de Rohan"
19. ↑  (Tolkien 1980), parte 2, cap. 4 "A História de Galadriel e Celeborn", "Sobre Galadriel e Celeborn"
20. ↑  (Tolkien 1954), livro 4, cap. 9 "O Covil de Laracna"
21. ↑  (Tolkien 1955), livro 5, cap. 1 "Minas Tirith"
22. 1 2  (Tolkien 1954a), livro 1, caps. 6–8, "A Floresta Velha", "Na Casa de Tom Bombadil", "Névoa nos Túmulos"
23. ↑  (Tolkien 1980), parte 4, cap. 3 "Os Palantíri"
24. 1 2 3  (Tolkien 1954, livro 3, cap. 11, "O Palantír")
25. ↑  (Tolkien 1937), cap. 3 "Um Breve Descanso"
26. ↑  (Tolkien 1954), livro 3, cap. 8 "A Estrada para Isengard"
27. 1 2  (Tolkien 1955), livro 5, cap. 4 "O Cerco de Gondor"
28. ↑  (Tolkien 1980), parte 4, cap. 2 "Os Istari"
29. ↑  (Tolkien 1954a, livro 2, cap. 5 "A Ponte de Khazad-dûm")
30. 1 2  (Tolkien 1955), livro 6, cap. 8 "O Expurgo do Condado"
31. 1 2 3  (Carpenter 2023, nota 2 ao #155 para Naomi Mitchison (rascunho, setembro de 1954))
32. ↑  (Carpenter 2023, Nota de rodapé 2 do número 155 para Naomi Mitchison (rascunho, setembro de 1954))
33. ↑  (Tolkien 1954a), livro 2, cap. 7 "O Espelho de Galadriel". "'E você?' [Galadriel] disse, virando-se para Sam. 'Pois é isso que seu povo chamaria de magia, acredito; embora eu não entenda claramente o que querem dizer; e eles parecem usar a mesma palavra para os enganos do Inimigo. Mas isso, se quiser, é a magia de Galadriel. Você não disse que desejava ver a magia Élfica?'"
34. ↑  (Tolkien 1954a), livro 2, cap. 6 "Lothlórien"

- Tolkien, J. R. R. (1937).  Anderson, Douglas A., ed. The Annotated Hobbit [O Hobbit Anotado]. Boston: Houghton Mifflin. ISBN 978-0-618-13470-0
- Tolkien, J. R. R. (1954a). The Lord of the Rings: The Fellowship of the Ring [O Senhor dos Anéis: A Sociedade do Anel]. Boston: Houghton Mifflin. OCLC 9552942
- Tolkien, J. R. R. (1954). The Lord of the Rings: The Two Towers [O Senhor dos Anéis: As Duas Torres]. Boston: Houghton Mifflin. OCLC 1042159111
- Tolkien, J. R. R. (1955). The Lord of the Rings: The Return of the King [O Senhor dos Anéis: O Retorno do Rei]. Boston: Houghton Mifflin. OCLC 519647821
- Tolkien, J. R. R. (1977).  Tolkien, Christopher, ed. The Silmarillion [O Silmarillion]. Boston: Houghton Mifflin. ISBN 978-0-395-25730-2
- Tolkien, J. R. R. (1980).  Tolkien, Christopher, ed. Unfinished Tales [Contos Inacabados]. Boston: Houghton Mifflin. ISBN 978-0-395-29917-3
- Tolkien, J. R. R. (1989).  Tolkien, Christopher, ed. The Treason of Isengard [A traição de Isengard]. Boston: Houghton Mifflin. ISBN 978-0-395-51562-4